# Corts de Montsó (1552-1553)

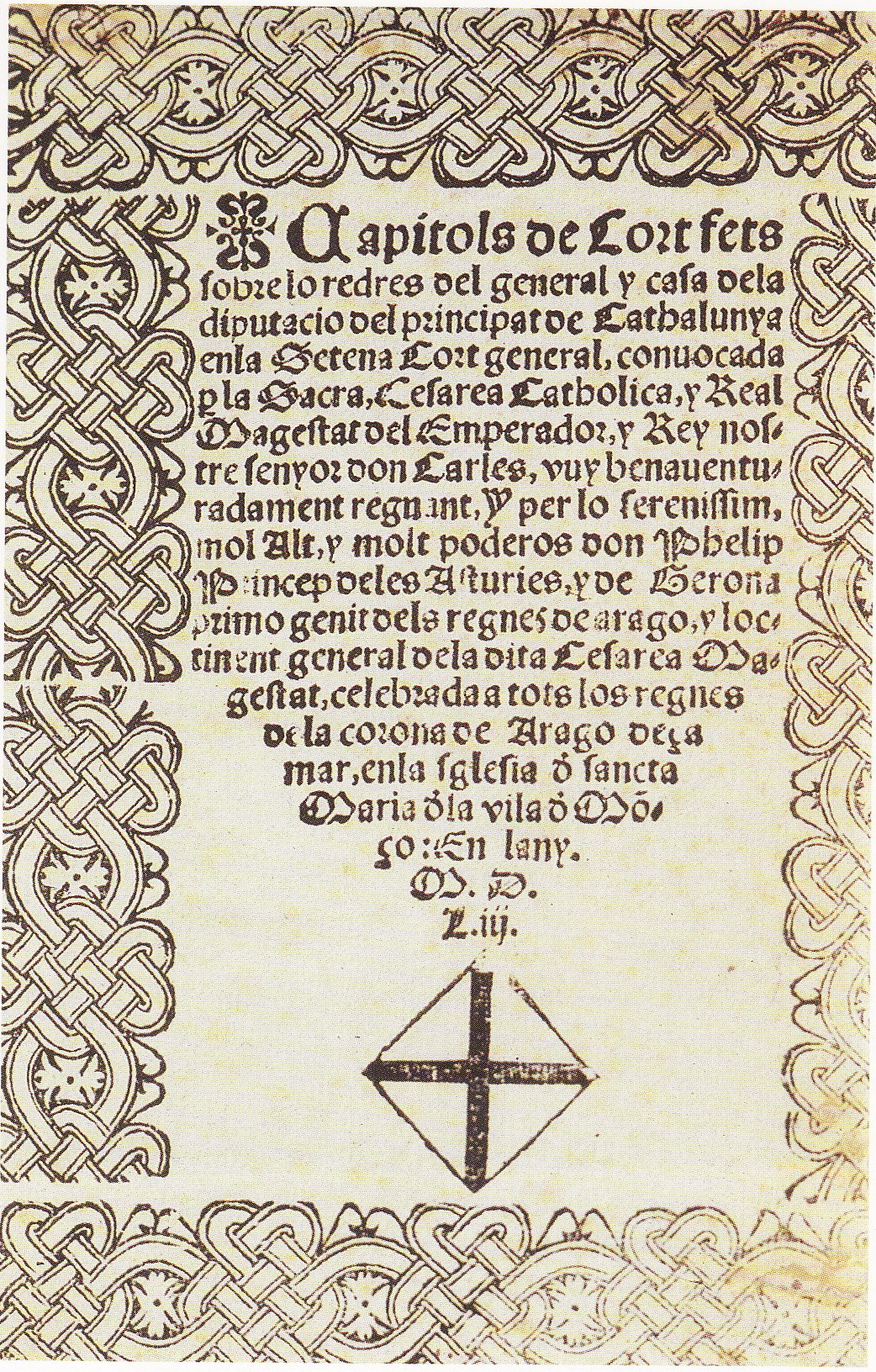
Constitucions de les Corts de 1552-1553

Les Corts de Montsó de 1552-1553, Corts Generals de la Corona d'Aragó, foren convocades per Carles V, a Innsbruck estant, el 30 de març de 1552, per a celebrar-se el 30 de juny, però foren prorrogades o posposades fins al 5 de juliol, en què es van obrir en la vila de Montsó sota la presidència del príncep Felip, amb l'assistència d'aragonesos, catalans i valencians, i tancades el 27 de desembre de 1553; amb l'objectiu d'aconseguir recursos per a continuar la política imperial i per a defensar-se dels atacs de França i dels corsaris turcs.
Les Corts d'Aragó aprovaren 31 furs i l'ordenança general de vestits per a homes i dones. Les Corts Catalanes aprovaren 33 constitucions, 29 actes de Cort i un donatiu de 200.000 escuts. I les Corts valencianes aprovaren 59 furs, 20 actes de Cort i un donatiu de 100.000 lliures.